# Bankaltim Women's Circuit 2011
Il Bankaltim Women's Circuit 2011 è stato un torneo di tennis facente parte della categoria ITF Women's Circuit nell'ambito dell'ITF Women's Circuit 2011. Il torneo si è giocato a Balikpapan in Indonesia dal 13 al 19 giugno 2011 su campi in cemento e aveva un montepremi di $25 000.

## Vincitori

### Singolare
Varatchaya Wongteanchai ha battuto in finale  Wang Qiang con il punteggio di 7–5, 6–3

### Doppio
Kanae Hisami /  Varatchaya Wongteanchai hanno battuto in finale  Natsumi Hamamura /  Yurika Sema con il punteggio di 6–3, 6–2